# Питер FM (фильм)
«Пи́тер FM» — российский художественный фильм режиссёра Оксаны Бычковой. В прокат вышел 20 апреля 2006 года.

## Сюжет
Маша Емельянова работает на одной из питерских радиостанций, она и диджей, и ведущая радиопередач прямого эфира, в том числе популярной программы, в которой жители города могут поделиться своими проблемами и вместе с ней попробовать найти решение.
Максим Васильев — молодой архитектор по образованию, приехал в Питер из Нижнего Новгорода, работает над первыми собственными проектами и подрабатывает дворником, что позволяет ему жить на служебной жилплощади.
Они чем-то похожи, хотя не знакомы друг с другом — оба неловки в быту, постоянно что-то роняют или разливают. У каждого — важный этап в жизни: Маша готовится к свадьбе с бывшим одноклассником Костей, Максим победил в международном конкурсе молодых архитекторов, и ему предложили пятилетний контракт в Германии.
Однажды они сталкиваются в толпе. Маша обронила свой мобильный телефон, а Максим его подобрал. Он хочет вернуть вещь законной хозяйке, но молодые люди никак не могут встретиться — то начальник вызовет «на ковёр», то милиция привяжется…
Жизнь постоянно сводит Машу и Максима лицом к лицу на улицах города, но, не зная друг друга, они всё время проходят мимо. Но иногда оборачиваются и глядят вслед, она незнакомому парню, он незнакомой девушке — чем-то они друг друга «цепляют». Это начинает проявляться и в общении, Маша иногда звонит на собственный телефон, в котором постепенно садится аккумулятор. Молодые люди много разговаривают, даже успевают перейти на «ты» и в чём-то уже незаметно влияют друг на друга. Маша начинает понимать, что согласие на свадьбу со знакомым с детства, таким привычным и близким, но, оказывается, нелюбимым Костей было с её стороны поспешным решением, а Максим — что он не хочет переезжать в Берлин. Наконец, оба кардинально разрешают свои сомнения. Маша объясняется с Костей, а Максим отказывается подписывать контракт и остаётся в Петербурге.
Пытаясь в очередной раз договориться о встрече, Максим роняет телефон Маши в Фонтанку. И тогда ему приходит в голову, что последняя реальная возможность сообщить об этом «девушке Маше в красной куртке, которая потеряла свой мобильный телефон» — это дозвониться в прямой эфир радиостанции «Питер FM»…

## В ролях
| Актёр              | Роль                                                         |
| ------------------ | ------------------------------------------------------------ |
| Екатерина Федулова | Маша Емельянова, радиоведущая                                |
| Евгений Цыганов    | Максим Васильев, архитектор                                  |
| Алексей Барабаш    | Костя, жених Маши                                            |
| Ирина Рахманова    | Лера Мухина, подруга и коллега Маши                          |
| Наталья Рева       | Марина, бывшая девушка Максима                               |
| Олег Долин         | Фёдор                                                        |
| Евгений Кулаков    | Витя                                                         |
| Кирилл Пирогов     | Глеб, новый жених Марины                                     |
| Татьяна Кравченко  | Татьяна Петровна, начальница Максима                         |
| Александр Баширов  | управдом, начальник Татьяны Петровны                         |
| Артём Семакин      | «Дима-фанат», поклонник Леры Мухиной                         |
| Александр Хван     | дворник                                                      |
| Павел Баршак       | парень с цветами                                             |
| Андрей Краско      | мужик в трусах                                               |
| Владимир Машков    | мужик в рваных тапках                                        |
| Роберт Городецкий  | бомж                                                         |
| Юрий Цурило        | генерал-майор милиции, хороший знакомый Маши                 |
| Андрей Шарков      | программный директор радио «Питер FM», начальник Маши и Леры |
| Евгений Филатов    | представитель немецких работодателей Максима                 |
| Павел Басов        | майор милиции                                                |

## Съёмочная группа
- Режиссёр: Оксана Бычкова
- Продюсеры: Александр Роднянский, Игорь Толстунов, Елена Гликман
- Сценарий: Нана Гринштейн, Оксана Бычкова
- Композитор: Кирилл Пирогов
- Оператор: Иван Гудков
- Художник-постановщик: Игорь Коцарев
- Звукорежиссёр: Юлия Егорова
- Художник по костюму: Ольга Бычкова
- Костюмер: Надежда Рыбкина
- Художник по гриму: Наталья Ангелова
- Гримёр: Александра Строганова

## Производство

### Режиссура
Картина стала режиссёрским дебютом Оксаны Бычковой.

### Кастинг
Главные роли в фильме исполнили Екатерина Федулова и Евгений Цыганов. Роль подруги главной героини и коллеги на радио Ирина Рахманова. Алексей Барабаш сыграл Костю — чопорного жениха главной героини.

### Камео
Фильм примечателен большим количеством эпизодических появлений знаменитых актёров отечественного кино и других деятелей культуры. Павел Баршак, сыгравший с Цыгановым в «Прогулке», снялся в эпизоде, когда Максим ждёт Машу у метро «Чкаловская». В одной из сцен на Невском проспекте можно увидеть петербургского регги-музыканта Андрея Растамана (его творческий псевдоним — «Dr. I-Bolit») — его персонаж одет в полосатый пиджак, солнечные очки и фуражку.

### Съёмки

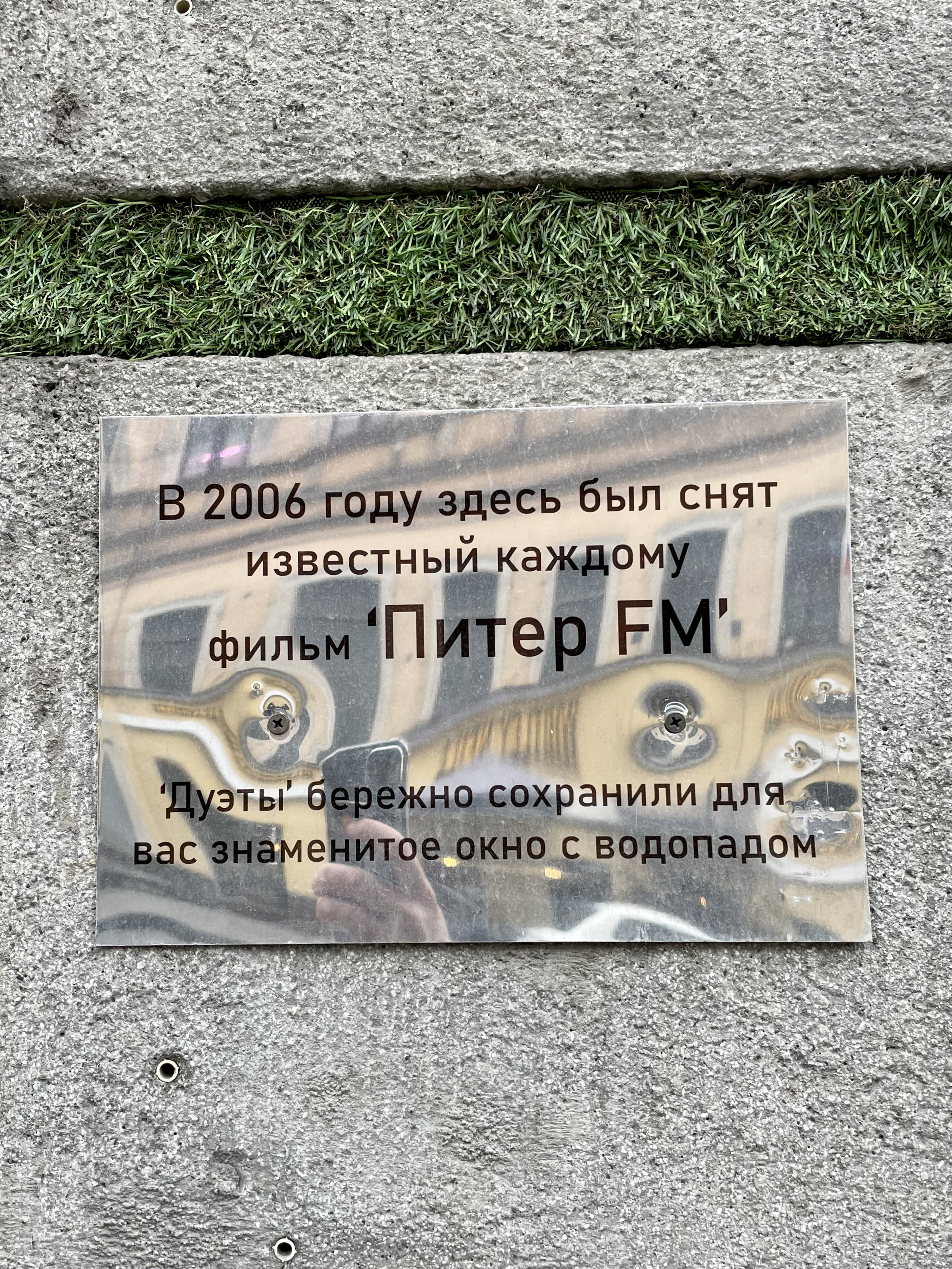
Памятная табличка на месте съемок фильма «Питер FM»; Санкт-Петербург, ул. Белинского, 11А

Картину снимали на улицах Санкт-Петербурга: съёмки на Невском проспекте проходили тайком, чтобы не привлекать внимание прохожих (специальная массовка в картине практически не привлекалась) — сквозь отверстие в треугольной будке, оклеенной афишами.
Финальную сцену на протяжении двух дней снимали на Фонтанке — в первый день съёмочный процесс пришлось остановить из-за выпавшего посреди лета снега.
Диджеи радиостанции «Максимум» Геннадий Бачинский и Сергей Стиллавин консультировали создателей фильма и помогали актёрам освоиться с радиотехникой.
Визуальным рефреном фильма стал любимый архитектурный объект главного героя — здание доходного дома К. И. Капустина на набережной реки Фонтанки (дом 159, архитектор А. Ф. Бубырь).

## Саундтрек
1. Krec — Нежность
2. Город 312 — Вне зоны доступа
3. Via Chappa — По волнам
4. Pep-See — Маня
5. Pep-See — Уступите парню лыжню
6. Pep-See — Это Disco!
7. Маркшейдер Кунст — Jamaica
8. Маркшейдер Кунст — Счастье@ru
9. Маркшейдер Кунст — Кваса-кваса
10. Маркшейдер Кунст — Танец
11. Мумий Тролль — Такие девчонки
12. Uncle. L — Летний дождь
13. Ундервуд — Сегодня модно быть диджеем
14. Аквариум — 212-85-06
15. DJ Кефир и Евгений Арсентьев — Возьми меня
16. Bad Balance — Светлая музыка
17. К. Пирогов — Решётка
18. К. Пирогов — Перекрёсток
19. К. Пирогов — Вокализ
20. К. Пирогов — Музыка дождя
21. К. Пирогов — Фортепиано
22. К. Пирогов — Музыка города
23. К. Пирогов — Медленная музыка
24. К. Пирогов — Гитара

## Релиз

### Премьера и продвижение
Премьера фильма в России состоялась 20 апреля 2006 года. Картину продвигали под лозунгом «Второй фильм года» и «Это не радио. Это кино».Было два варианта , но остановились на втором.

### Кассовые сборы
В России и странах СНГ картина собрала 201 437 374 рублей (порядка $7 332 995) — всего в кинотеатрах картину посмотрели 1 661 944 зрителя.

### Критика
На «Кинопоиске» рейтинг картины (по состоянию на апрель 2022 года) — 7.052 из 10 на основе 85 678 оценок зрителей.

### Награды и номинации
| Награды и номинации     | Награды и номинации      | Награды и номинации              | Награды и номинации | Награды и номинации |
| Награда                 | Категория                | Номинант                         | Результат           |                     |
| ----------------------- | ------------------------ | -------------------------------- | ------------------- | ------------------- |
| MTV Russia Movie Awards | «Лучший саундтрек»       | «Вне зоны доступа» — «Город 312» | Победа              |                     |
| MTV Russia Movie Awards | «Лучшая женская роль»    | Екатерина Федулова               | Победа              |                     |
| MTV Russia Movie Awards | «Лучший фильм»           |                                  | Номинация           |                     |
| MTV Russia Movie Awards | «Лучшая мужская роль»    | Евгений Цыганов                  | Номинация           |                     |
| MTV Russia Movie Awards | «Лучшая комедийная роль» | Владимир Машков                  | Номинация           |                     |
| MTV Russia Movie Awards | «Прорыв года»            | Екатерина Федулова               | Номинация           |                     |
| «Ника»                  | «Открытие года»          | Оксана Бычкова                   | Номинация           |                     |
| «Ника»                  | «Лучшая музыка к фильму» | Кирилл Пирогов                   | Номинация           |                     |

### Выход на видео
В 2006 году на DVD фильм выпустила компания «VOX-Video». Среди дополнительных материалов — «Фильм о фильме», музыкальный клип и трейлеры российских новинок. 

## Продолжение
В июле 2025 года фильм выходит в повторный прокат в России. На волне нового интереса к картине продюсер Игорь Толстунов сообщил о планах снять продолжение. Съёмки фильма под рабочим названием «Питер, любовь моя» намечены на 2026 год. Режиссёром станет Полина Кондратьева, сценаристы –  Екатерина Мавроматис и Мария Лойтер. Сообщается, что в сиквеле появятся персонажи Евгения Цыганова, Екатерины Федуловой и Ирины Рахмановой.